# نادي روما
رابطة روما الرياضية (بالإيطالية: Associazione Sportiva Roma) هي نادي إيطالي لكرة القدم مقره في مدينة روما. منذ تأسيسه في سنة 1927، شارك روما في الدرجة الأولى 98 موسماً متتالي . وبذلك يعتبر نادي انترميلان وروما الفريقان الوحيدان في الدوري الايطالي اللذان لم يهبطا ، فاز روما ثلاث مرات بلقب الدوري، الأولى في موسم 1941-42 ثم موسم 1982-83، والمرة الثالثة والأخيرة في موسم 2000–01، فضلا عن فوزه بتسعة كؤوس إيطالية. وعلى الساحة الأوروبية فاز روما بأول نسخة من بطولة دوري المؤتمر الأوروبي التي استحدثها الاتحاد الأوروبي موسم 2021–22، كما فاز بكأس المعارض في 1960–61، وهي تعادل كأس الاتحاد الأوروبي الآن، ووصل إلى نهائي دوري أبطال أوروبا في سنة 1983–84 وانهزم أمام ليفربول الإنجليزي بركلات الترجيح، وأيضا وصيف كأس الاتحاد الأوروبي موسم ل 1990–91 ضد إنتر ميلان. يلعب نادي روما الإيطالي في الأولمبيكو، وهو الملعب الذي يشارك فيه جاره لاتسيو. وتبلغ سعته أكثر من 72,000، وهو ثاني أكبر ملعب في إيطاليا، بعد ملعب سان سيرو.

## التاريخ

### الأصول
في بداية القرن العشرين، لمّا بدأت لعبة كرة القدم تأخذ موقعها في أنحاء شبه الجزيرة الإيطالية، كان الحال في روما مشابه لتلك حالة الموجودة في لندن (و ما زالت قائمة). فالعاصمة البريطانية تجع الأندية الصغيرة الممارسة لهذه الرياضة. كان لروما في العشرينات بالدرجة الأولى الإقليمية ثمانية أندية : رومانا، فورتيتودو، ألبا، يوفنتوس، رومان، أوداشي، برو روما، لاتسيو.

### تأسيس نادي روما
تأسس النادي العاصمي من خلال دمج ثلاثة من الأندية رومية وهي : ألبا أوداشي (اندماج سنة 1926 بين ألبا وأوداشي)، ورومان، وفورتيتودو برو روما (اندماج سنة 1926 بين برو روما وفورتيتودو). وقد اتخذ هذا القرار بناء على رغبة أمين الاتحاد الروماوي للحزب الوطني الفاشي، الأبروتسي إتالو فوسكي (آنذاك كان أيضاً عضواً باللجنة الأولمبية الإيطالية ورئيس فورتيتودو برو روما). لطالما كان تاريخ ولادة النادي مثار جدال : العديد من المصادر تشير إلى أنه تم في 22 يوليو 1927 ؛ وفي الواقع يبدو أن الاندماج قد تم رسمياً في 7 يونيو من نفس السنة، كما أعلنت ذلك في اليوم التالي صحف المدينة.
جسـّد فوسكي فكرة إنشاء فريق رياضي يحمل اسم مدينة روما ويطمح للحصول على أعلى النتائج. تماما كما حدث في مدن في جنوب الوسط (فلورنسا ونابولي وباري)، في الواقع كان المقصود تكوين فريق واحد من خلال دمج فرق قوية ليكون قادراً على الصمود أمام صدمة كرة القدم الاحترافية، حيث تهيمن فرق شمال إيطاليا تماماً على المشهد الكروي الوطني حتى ذلك الحين. كان نادي لاتسيو سيدخل هو الآخر في الاندماج، ولكنه بقى خارج الاتفاق بتدخل من جنرال المليشيا الفاشية جورجو فاكارو المنتمي للنادي السماوي ورئيس الاتحاد الإيطالي لكرة القدم من 1933 إلى 1942. وكان فوسكي نفسه أول رئيس للنادي، واضطر للمغادرة بعد عام واحد فقط، : لتعيينه عضواً في الإتحادية بلا سبيتسيا تركاً المهمة لريناتو ساشردوتي رجل الصناعة بالقطاع الغذائي. فاز روما بأول كأس له في موسم 1927/28، أي سنة تأسيسه، وكانت كأس اللجنة الأولمبية الإيطالية (كأس إيطاليا لاحقاً).

### الثلاثينات
ابتداءً من عام 1930، انتقال روما إلى ملعب كامبو تستاتشو الجديد. وترتبط تلك الفترة بإحدى من أجمل صفحات التاريخ النادي : الجماهير المتحمسة والمحتشدة على المدرجات الخشبية والمطلية باللونين الأصفر والأحمر. من نجوم هذه الفترة الكابتن أتيليو فيراريس الرابع، الحارس غويدو مازيتي، المدافع فولفيو برنارديني، والمهاجم الإيطالي رودولفو فولك الذي سجل 103 أهداف لصالح روما.
في صيف عام 1933، وبعد بيع روما الهداف فولك رغم معارضة الجماهير،، فإنه قام بثلاث صفقات قوية بشراء من سموا بالفرسان الأرجنتينيين الثلاثة : إنريكو غوايتا، الملقب ب القرصان الأسود، ولاعب الوسط ألساندرو سكوبيلي وقلب الدفاع أندريا ستانيارو. بقي الأبطال الثلاثة في روما لموسمين فقط قادوا الفريق خلالها إلى المرتبتين الخامسة والرابعة. فبعد حصولهم على الجنسية الإيطالية للتمتع ببعض المزايا، مثل الاستدعاء إلى المنتخب الوطني، هربوا متخفيين في ليلة من عام 1935 لتجنب الاستدعاء إلى الجيش. وكانت إيطاليا آنذاك على وشك دخول الحرب ضد إثيوبيا.
خلال موسم 34/35 وفي إطار عملية التشبيب التي إنتهجها الرئيس ريناتو ساشردوتي، تقرر بيع رئيس الفريق فيراريس الرابع، ولم يكن هذا الأخير يرغب بالابتعاد عن العاصمة فانتقل بشكل مثير إلى لاتسيو، وصار رئيس الفريق. هز الخبر المشجعين صارخين بالخيانة. بعد بضعة أيام أصبحت أتيليو فيراريس بطل العالم مع المنتخب الوطني الإيطالي، وبعد بضعة أشهر لـُقـّبَ بعد مباراة تاريخية ضد انكلترا : ب"أسد هايبوري.

### الأربعينات
بعد عقد من التراتيب الجيدة تقريباً، في موسم 1941-42 حقق مفاجأة بتحقيق أول لقب للدوري في 14 حزيران يونيو 1942 بالفوز على مودينا 2-0 في الملعب الوطني (فلامينيو حالياً). ولم يتوقع حتى رئيس النادي إدغاردو باتسيني فوز روما باللقب : فقد كان ترتيب الفريق في الموسم السابق الحادي عشر. كان نجم الموسم بتسجيله 18 هدفاً الشاب : أميديو أماداي. لأول مرة في تاريخ كرة القدم الإيطالية يحقق اللقب فريق من وسط إيطاليا، جنوب وادي بو.
بعد سنة من إحراز اللقب، احتفظ الرئيس باتسيني بالفريق البطل دون تغيير، مرتكباً خطأً جسيماً قاد آليات الفريق ببطء إلى انهيار المفاجئ والعنيد. الخطأ الرئيسي كان عدم النظر إلى أن متوسط أعمار اللاعبين كان مرتفعاً إلى حد كبير، وخاصة باعتبار خصوصيات تلك الفترة حيث كانت سجل أي رياضي ينتهي قبل ذلك بكثير مقارنة مع الوضع الحالي. ولئن كان هذا هو السبب الرئيسي لانحدار للفريق، فلا يجب أن ننسى صعود فريق تورينو تلك الفترة وسيطرته على الكرة الإيطالية وسمي بتورينو العظيم.
توقفت البطولة الوطنية لمدة ثلاث سنوات لاندلاع الحرب العالمية الثانية. واستأنفت فقط موسم 1945/46 وقسمت إلى مجموعتين، واحدة للشمال والأخرى لجنوب الوسط. لكن الفريق العاصمي فشل في المنافسة مع فرق شمال إيطاليا، وكان مستحيلا بالنسبة لذاك لفريق للتعامل مع تورينو العظيم الذي أظهر أنه لا يهزم.

### الخمسينيات
في موسم 1950/51 تم تغيير المدرب مرات عدة. خسر الفريق 11 مباراة بنتيجة 1-0، كلما كان الفريق يتأخر بهدف لم يكن قادراً على العودة للمباراة، وينهار عاجزاً في مواجهة الخصم. كان الانهيار أمر حتمياً ذلك الموسم، وكاد ان يهبط الى الدرجه الثانيه .

### الستينيات
في موسم 1960/61 أحرز الأصفر والأحمر كأس المعارض بقيادة جاكومو لوزي، فائزاً في المبارة النهائية على برمنغهام سيتي. و رغم الموسم المخيب والمنتهي بالمركز الثاني عشر، تحصل الفريق الأصفر والأحمر بموسم 1963/64 على أول كأس إيطالية، بتغلبه على تورينو في النهائي.
كان روما عام 1964 على حافة الإفلاس، وقد وصل العجز لدرجة عدم القدرة على دفع الرواتب وبلاعبين يهددون بالإضراب. حتى أن الأنصار نظموا جمعية في يوم رأس سنة 1965 بمسرح سيستينا، لجمع الأموال لسفر الفريق خلال البطولة. بعد بيع عدد من النجوم، قاام الرئيس إفانجيليستي في 1967 بتحويل روما إلى شركة مساهمة لاستكمال خطة استعادة النادي لعافيته المالية. مع أواخر الستينات استلم الفريق هيلينيو هيريرا، الذي قاد الإنتر إلى قمة العالم. رغم قدوم المدرب الجديد إلا أن النتائج على الملعب لم تتغير ؛ فجاء روما في موسمه الأول بالمركز الثامن، ولكنه أحرز كأس إيطاليا للمرة الثانية في حزيران يونيو 1969.

### السبعينيات
لم تكن فترة السبعينيات من أفضل العقود لروما، ولكنها أكثر كثافة لمشاعر المشجعين الحارة جداً تلك الايام. تبدأت بوداع جاكومو لوزي وو تفريط رئيس النادي ألفارو ماركيني بثلاثة من نجوم الفريق (سبينوزي، كابيلو ولانديني) إلى يوفنتوس، فدخل عهداً سـُمي فيه بروما الصغير (Rometta) مع الرئيس غايتانو أنسالوني : تكون الفريق من عناصر شابة وواعدة وخصوصاً لاعبين ذوي تاريخ لكنهم متقدمون بالسن مثل بييرينو براتي، لويس ديل سول، وأماريلدو، وعودة بيكيو دي سيستي، أبطال كبار مفيدون فقط لمدة عام أو اثنين. تأرجح روما خلال هذا العقد بمراكز متوسطة بالترتيب، باسثناء ذروة الفريق عام 1975 باحتلاله المركز الثالث. شخصيات هذا العصر، بالإضافة إلى الرئيس الشاب، في الجزء الأول هيلنيو هيريرا، "الساحر" الذي استجلبه الرئيس السابق ماركيني، وفشل في تحقيق نتائج جيدة، رغم سجله المرموق. في النصف الثاني من عقد السبعينات قاد الأصفر والأحمر "البارون" السويدي نيلس ليدهولم،، والذي حقق حلم البطولة فقط في الثمانينات بقدوم الرئيس دينو فيولا. أسوأ لحظات من تلك السنين كانت في موسم 1978-1979، لـمّا ضمن روما البقاء فقط في الجولة قبل الأخيرة : 6 مايو 1979، بفضل التعادل على أرضه مع أتالانتا 2-2، ولكن مخلفاً وراءه أربعة فرق فقط. من الموسم الموالي، نهض دينو فيولا بروما وحوّل الفريق تماماً جانياً الثمار التكنيكية والنتظيمية التي بذرها أنسالوني.

### الثمانينيات
قاد نمو النادي إلى المركز الثاني موسم 1980/81، مفتتحاً أربع سنوات سعيدة أهدت للنادي العديد من الجوائز. وقد حـُسم الموسم بقرار مثير للجدل ألغى هدفاً للمدافع ماوريتسيو توروني في مواجهة المباشرة مع المتصدر يوفنتوس. وقد أجمعت التحليلات بأن الهدف كان قانوياً. في موسم 1982/83، بقيادة الرئيس دينو فيولا والمدرب السويدي نيلس ليدهولم، حقق روما البطولة الثانية في تاريخه، من لاعبين الفريق الأساسيين : رئيس الفريق أغوستينو دي بارتولومي، ولاعب الوسط كارلو أنشيلوتي والبرازيلي فالكاو، والمدافع بييترو فييركود، والمهاجم روبيرتو بروتسو (ثاني أفضل هدافي روما على الإطلاق 106 أهداف، وقد اجتازه فرانشيسكو توتي نهاية عام 2004) والجناح برونو كونتي، بطل العالم مع المنتخب الوطني بإسبانيا في 1982.
أثناء موسم 1983/1984 جنت روما ثمار جهدها بالوصول لنهائي كأس الأبطال، في 30 مايو 1984، ورغم لعبها أفضل من خصمها، فشلت في فرض نفسها على "الحمر" ليفربول، بانتهاء الوقت القانوني 1-1 (تقدم ليفربول عبر فل نيل بالدقيقة 13، وتعادل روما عبر بروتسو بالدقيقة 42)، خسر روما الكأس بضربات الترجيح. وقد أخفق بالتسجيل من علامة الجزاء برونو كونتي وفرانشيسكو غراتسياني. أثارت الكثير من الجادل الذي تضاعف في الأيام التالية، وأحياناً سعياً لاكتشاف أسباب تلك الهزيمة. كان هناك الكثير من الاحتجاجات حول صحة هدف ليفربول، الذي جاء من عملية لم يحتسب فيها خطأ محتمل على الحارس الرومي تانكريدي الذي اصطدم عند خروجه بالإيرلندي روني ويلان، متسبباً بانفلات الكرة من يديه تاركاً المرمى مفتوحة. كما أثار قرار فالكاو عدم تسديد أي ركلة ترجيحية جدل كبيراً، فهو أحد رموز روما تلك الفترة ومتخصص في تنفيذ ضربات الجزاء. ومما زاد من مرارة الهزيمة أن النهائي قد لعب على أرض الملعب الأولمبي بروما. وبغض النظر عن الخسارة فقد أدى روما موسماً رائعاً تحصل فيه على كأس إيطاليا.

### التسعينيات
توفي دينو فيولا في يناير 1991، وبدأ النادي فترة طويلة من الفوضى. رغم هذا، أضاف الفريق لخزائنه بقيادة المدرب أوتافيو بيانكي كأسه الإيطالية السابعة، بفوزه في المباراة النهائية على سامبدوريا، ولكنه عاد ليثأر لنفسه 1-0 بمباراة السوبر. وفي نفس العام وصل روما أيضاً لنهائي كأس الاتحاد الأوروبي ضد الإنتر، وبعد خسارته لقاء الذهاب بسان سيرو 2-0، لم يحقق الأصفر والأحمر أكثر من الفوز بنتيجة 1-0 سجله رودجيرو ريتزيتيلي. كان الرئيس الجديد جوزيبي شارابيكو مشجعاً مخلصاً للفريق، قد تتنقص الكفاءة . وقادت قراراته المثيرة للجدل إلى سلسلة نتائج متأرجحة. في نهاية الموسم ترك بيانكي مكان للمدرب فويادين بوسكوف، أحد دعاة اللعب الجميل الذي يترك حرية واسعة للاعبين الموهوبين. لذا ليس من قبيل الصدفة أن يظهر في عهد للمرة الأولى بالفريق توتي ذو ستة عشر عاماً. دخلت النادي في الفوضى ربيع عام 1993 : فقد اعتقل شارابيكو للإفلاس واقتيد إلى السجن مع ماورو ليوني، ابن رئيس الجمهورية السابق ومدير المجموعة. أظهر شارابيكو حتى النهاية تمسكه بالفريق تاركاً العيادة حيث كان يعالج في 8 مارس 1993 لإصابته بوعكة صحية (قبل ساعات قليلة من اعتقاله)، لزيارة اللاعبين في نهاية مباراة روما - ميلان، بنصف نهائي كأس إيطاليا.
تعاظمت العاصفة التي يمر بها روما بمتزامنها مع ثبوت تعاطي المهاجم الأرجنتيني كلاوديو بول كانيدجا للكوكايين. ولم يعيق هذا تغيير الرئاسة، والتي في غضون بضعة أسابيع ذهبت لأيادي رجلي الأعمال الروميين فرانكو سينسي وبييترو ميدزاروما. ورغم الصعوبات الهائلة، وصل الفريق لنهائي كأس إيطاليا، لمواجهة تورينو، ولكن خسارته ذهاباً خارج ملعبه بنتيجة 3-0، جعل فوزه الكبير في الإياب بنتيجة 5-2 غير كافي، وقد سجل جوزيبي جانيني ثلاثية في هذا اللقاء. صار فرانكو سينسي في السنتين التاليتين المالك الوحيد لروما، وحاول القيام بتغيير حاسم في سياسة الناري. واستجلب المدرب الرومي كارلو مادزوني وعززت تشكيلة الفريق بقوة بشراءه هداف الدوري أبل بالبو. وأدخل مادزوني فرانشيسكو توتي بالتشكيلة الأساسية رغم صغر سنه. وعلى الرغم من توفر الظروف الأفضل، فان الفريق لم يحصل في هذه السنوات مراكز مرموقة، ولا كؤوس جديدة. دفع غضب الأنصار المتنامي من متواضع الإنجازات الرئيس إلى اتخاذ القرار المؤلم بتغيير المدرب، والاستعاضة عنه بكارلوس بيانكي الذي حقق لتوه كأس القارات مع فيليس سارسفيلد. ولكن الموسم التالي أثرت فيه أيضاً، فأقيل بيانكي وحل الفريق بالمركز الثاني عشر. بعد التجربة السيئة، وضع فرانكو سينسي ثقته في المدرب البوهيمي زدنك زيمان، من دعاة الكرة الهجومية، ولكنها مفرطة أحياناً. وكان هذا العائق الأساسي أمام روما تلك الفترة، والذي تناوب بين انتصارات مدهشة بأهداف غزيرة وهزائم غير متوقعة. ولهذا قرر فرانكو سينسي استدعاء مدرب أثبت ناجحاً كفابيو كابيلو. و قد جاء كابيلو في عام 1999 إلى روما بأفكار واضحة، وخبرة ضرورية وقدرة على أن يبث بالفريق الإرادة وثقة في الإمكانياته. صفقة الموسم كان فينشينسو مونتيلا، وفي منتصف الموسم وصل لاعب خط الوسط الياباني هيديتوشي ناكاتا لتعزيز قوة الفريق. وتحصل روما على المركز السادس، ولكن بدى واضحاً للجميع أن الفريق قد اكتسبت ثقة كبيرة بإمكانياته.

### الألفية
ولـّد تحقيق الشقيق اللدود لاتسيو للقب الدوري عام 2000، رغبة جامحة لدى جماهير للحصول على لقب الموسم القادم. لم يحبط النادي هذه المشاعر وقام بحملة انتدابات قوية. فدفع سينسي 70 مليار ليرة لقدوم العملاق الأرجنتيني غابرييل عمر باتيستوتا من فيورنتينا. فضلا عن قلب الدفاع الأرجنتيني فالتر صأمويل، ولاعب الوسط البرازيلي إمرسون. ورغم إصابة إمرسون القوية في الاستعدادات للموسم فإن كرستيانو زانيتي سـَد غيابه بكفاءة معظم الموسم. كان الفريق قوياً ومتماسكةً، يملك قوة ضابة بالهجوم متمثلة بباتستوتا، الذي سجل 20 هدفا. يفوز غالباً، بما في ذلك لقاء ذهاب الدربي (لاتسيو - روما 0-1، بهدف عكسي لمدافع لاتسيو باولو نيغرو)، وكان بطل الشتاء بفارق 6 نقاط أمام الملاحقين. وجاءت نقطة التحول في 6 مايو 2001، تاريخ لقاء القمة في ملعب ديلي ألبي ضد يوفنتوس المنافس الرئيسي لروما المدعي.وقد انهى الشوط الأول بتأخر روما 2-0، ولكن روما عاد بقوة في الشوط الثاني فسجل أولا عبر ناكاتا، وأدرك مونتيلا التعادل والمباراة تلفظ أنفاسها الأخيرة. بحلول الجولة الأخيرة كان روما متقدماً بفارق نطقتين، بالتالي فالفوز يضمن له اللقب عندما يقابل بارما بالملعب الأولمبي بروما في 17 يونيو 2001. وهذا ماحدث بفوز بنتيجة 3-1، بثلاثية سجلها رموز الموسم : رئيس الفريق فرانشيسكو توتي، ورأس الحربة الأرجنتيني باتستوتا، والمهاجم فينشنسو مونتيلا.
بمشاركة النادي بدوري الأبطال، عزز صفوفه بشراء الحارس الواعده إيفان بيليزولي، والظهير الصلب لياندرو كوفريه، ولكن الصفقة الأبرز تبقى نجم كرة القدم الإيطالية الصاعد أنتونيو كسانو، ولكنه شخصية متمردة للغاية. افتتح روما بإحراز الكأس الممتازة الإيطالية. وفي 19 أغسطس 2001، بالفوز على فيورنتينا بطل الكأس 3-0، بفضل أهداف كانديلا مونتيلا توتي. وكان فيورنتينا آنذاك يواجه الصعوبات المالية كبيرة أدت لإفلاسه نهاية الموسم. ولم يؤدي الأصفر والأحمر البطولة بذاته سابقتها، وفقد نقاط عديدة أمام فرق تعد ضعيفة. وأعطى النصر المرموق بالنقص العددي 2-0 على يوفنتوس في تورينو، وشراء كريستيان بانوتشي في أكتوبر استمرارية لنتائج الفريق، جعلته في قمة الترتيب. على أي حال كان حقق روما نتيجة تاريخية بالدربي في 10 مارس 2002 : فسحق الأزرق والأبيض لاتسيو 5-1، منها رباعية لمونتيلا. ورغم مسيرته المتأرجحة، ظل روما قريباً من المنافسة على اللقب حتى الجولة الأخيرة : هزيمة المتصدر الإنتر المثيرة ضد لاتسيو جعلت يوفنتوس يحصد اللقب، وهو الذي يسبق روما بنقطة واحدة فقط.
بعد أداء بطولة إيجابية، لم يكن هناك مؤشر لتغيير وشيك للمدرب. بيد أن كابيلو استقال ووقـّع ليوفنتوس، رغم تأكيداته خلاف ذلك أثناء الموسم السابق. فانتدب النادي على الفور تشيزري برانديلي مدرب بارما السابق. اتفق المدرب الجديد مع النادي على شراء بعض اللاعبين، من بينهم لاعب الوسط سيموني بيروتا (من كييفو)، والمدافع الفرنسي الواعد فيليب مكسيس والمهاجم المصري أحمد حسام (من مرسيليا). اضطر برانديلي قبل البطولة للتخلي عن قيادة الفريق التقني لأسباب عائلية. فاتفق روما قبيل أيام من بداية البطولة مع مهاجم روما السابق رودي فولر، والذي قاد المنتخب الألماني إلى المباراة النهائية في كأس العالم 2002. لم تكن النتائج جيدة : فبعد بداية طيبة في الجولة الأولى ضد فيورنتينا، توالت سلسلة هزائم وتعادلات إلى أن قدم المدرب الألماني استقالته، وجاءت مباشرة بعد حادثة سلبية للفريق الأصفر والأحمر : ففي أول مباراة بدوري أبطال أوروبا ضد دينامو كييف، إثر إعلان الحكم السويدي اندريس فريسك نهاية الشوط الأول، أصيب الحكم نفسه بجرح في رأسه جراء جسم قذف من المدرجات. مع فرض الاتحاد الأوروبي نتيجة الهزيمة 0-3 على روما، أغلق الملعب أمام الجمهور لثلاث جولات، فساهم ذلك بخروج الفريق من المسابقة القارية. بعد مغادرة فولر، تم التعاقد مع لويجي دل نيري، والذي غير الأسلوب، وكثيرا ما جعل توتي والمهاجم الباري أنتونيو كسانو مع فينشنسو مونتيلا فتحسنت النتائج لفترة. رغم من البداية الجيدة، سببت النتائج المتأجرجة مشاكل كبيرة في غرف الملابس، دفعت دل نيري للاستقالة في 14 مارس 2005 إثر الهزيمة 3-0 أمام كالياري. فاستلم تدريب الفريق لاعب سابق آخر للفريق برونو كونتي. على الرغم من هذه التقلبات، تمكن الفريق من الوصول لنهائي كأس إيطاليا ضد الإنتر، ولكنه هـُزم ذهاباً وأياباً.

### السنوات الأخيرة
في 13 يونيو 2017، تم تعيين لاعب روما السابق أوزيبيو دي فرانشيسكو مدربًا جديدًا للنادي، ليحل محل سباليتي، الذي غادر إلى إنترناسيونالي. خسر روما مرة أخرى لاعباً هاماً خلال فترة الانتقالات الصيفية، بانضمام محمد صلاح إلى نادي ليفربول. مقابل 39 مليون يورو (34 مليون جنيه إسترليني). انضم العديد من اللاعبين الجدد إلى النادي، بما في ذلك صفقة إنضمام مهاجم سامبدوريا باتريك شيك للنادي مقابل 40 مليون يورو. في موسم 2017-18، لعب روما في دوري أبطال أوروبا ضد نادي برشلونة في ربع النهائي، حيث هُزم 4-1 خارج أرضه في مباراة الذهاب لكنه فاز 3-0 في الثانية ليتقدم بفارق الأهداف خارج الأرض ليصعد إلى نصف النهائي لأول مرة منذ عام 1984. ثم خسر روما أمام ليفربول، الفريق الذي هزمهم في نهائي كأس أوروبا 1984 بنتيجة 7-6 في مجموع المباراتين. أنهى روما موسم 2017-18 في المركز الثالث برصيد 77 نقطة، متأهلًا لدوري أبطال أوروبا في الموسم التالي.

## الملعب

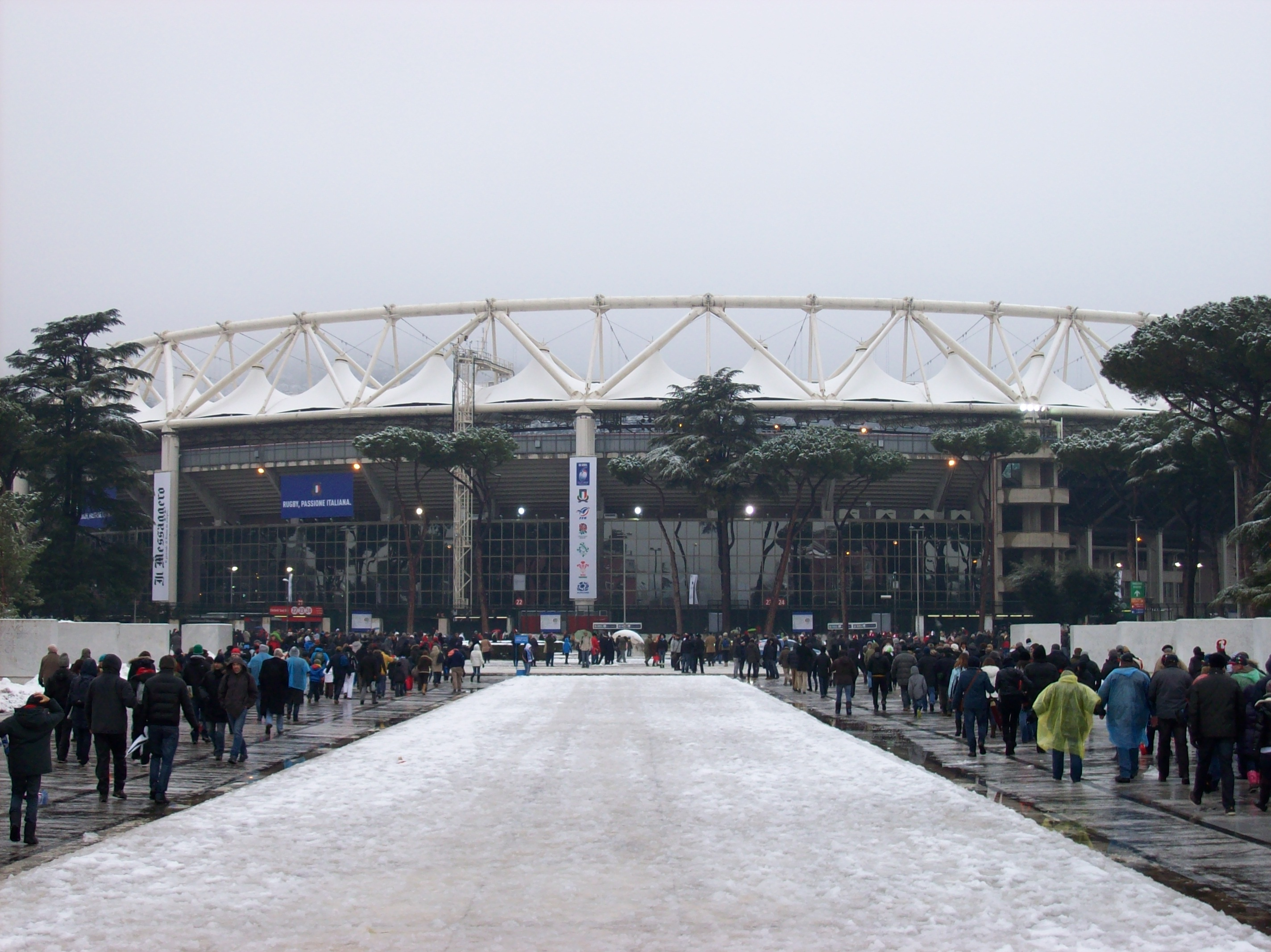
صورة لملعب الأولمبيكو من الخارج أثناء تشاقط الثلوج.

ملعب الأولمبيكو (بالإيطالية: Stadio Olimpico)، هو ملعب كرة قدم يقع في العاصمة الإيطالية روما، وهو أكبر وأهم المنشئات الرياضية بالعاصمة حيث يستع لحضور 72,698 ألف متفرج. بدأ إنشاء الملعب سنة 1928 وافتتح في عام 1937، وهو من تصميم المعماري الإيطالي أنيبال فيتيلوزي. ويقع الإستاد ضمن مجمع الـ"فورو إيتاليكو" الرياضي شمال العاصمة الإيطالية وهو ملك اللجنة الأولمبية الوطنية الإيطالية، وهو مخصص بشكلٍ رئيسي لكرة القدم. يعتبر الملعب مقراً لناديي لاتسيو وروما اللذان يخوضان غمار منافسات دوري الدرجة الأولى الإيطالية لكرة القدم، ويخاض عليه سنوياً نهائي كأس إيطاليا. كذلك استضاف الملعب العديد من المنافسات منها؛ الألعاب الأولمبية الصيفية 1960 والتي احتضنتها العاصمة روما، وبطولة بطولة العالم لألعاب القوى 1987، ومنافسات بطولة أمم أوروبا لكرة القدم 1968 من ضمنها المباراة النهائية. تم إعادة بناء الملعب في عام 1990 ليكون أحد الملاعب المستضيفة لكأس العالم 1990 حيث لعبت عليه المباراة النهائية. يحمل الملعب حالياً تصنيف "ملعب خمس نجوم" من قبل الاتحاد الأوروبي لكرة القدم وقد استضاف أربع نهائيات لدوري أبطال أوروبا كان آخرها عام 2009.
يقع في مجمع فورو إيتاليكو الرياضي، الذي يحتوى على ملعب كرة قدم آخر يسمى بملعب الرخام، والذي أنشئه المهندس إنريكو ديل ديبيو. يعتلي الملعب 60 قطعة رخام والذي كان إهداء من مدن إيطاليا بمناسبة أولمبياد 1960. خلال موسم 1989-1990 لعب لاتسيو وروما مبارياتهم على ملعب فلامينيو روما الواقع في مقاطعة فلامينيو بسبب التجديدات في الملعب.

## ديربي العاصمة
ديربي روما (بالإيطالية: Derby di Roma) أو كما يعرف بعدة أسماء أخرى وهي ديربي ديلا كابيتالي (بالإيطالية: Derby della Capitale) و ديربي كابيتولينو (بالإيطالية: derby capitolino) وديربي ديل كوبولوني (بالإيطالية: derby del Cupolone)، وتعني جميعها ديربي العاصمة. هي مباراة ديربي كرة قدم تجمع بين فريقي مدينة روما وهما نادي روما و نادي لاتسيو. وهو ديربي محلي بدأ من عام 1929 عندما شهد أول لقاء بينها و الذي انتهى بفوز نادي روما 1-0. نادي روما هو الأكثر فوزا بالديربي بواقع 72 انتصار. آخر لقاء بينها كان في نوفمبر 2022 وانتهى بفوز لاتسيو بهدف نظيف.
أخر تحديث في 9 نوفمبر 2022.
|                         | المواجهات | الفوز  | الفوز | التعادل | الأهداف | الأهداف |
| روما                    | المواجهات | لاتسيو | روما  | التعادل | لاتسيو  |         |
| ----------------------- | --------- | ------ | ----- | ------- | ------- | ------- |
| الدوري الإيطالي الممتاز | 157       | 56     | 41    | 60      | 198     | 155     |
| الدوري الوطني           | 2         | 1      | 1     | 0       | 2       | 2       |
| كأس إيطاليا             | 18        | 9      | 6     | 3       | 21      | 17      |
| مجموع المباريات الرسمية | 177       | 66     | 48    | 63      | 221     | 174     |
| مباريات ودية            | 16        | 6      | 7     | 3       | 22      | 22      |
| المجموع الكلي           | 193       | 72     | 55    | 66      | 243     | 196     |

## لاعبو الفريق

### التشكيلة الحالية
آخر تحديث 24 سبتمبر 2024. .
ملاحظة: تشير الأعلام إلى المنتخب الوطني على النحو المحدد في قواعد الأهلية للفيفا. قد يحمل اللاعبون أكثر من جنسية واحدة غير تابعة للفيفا.
| الرقم | البلد          | المركز | اللاعب                                      |
| ----- | -------------- | ------ | ------------------------------------------- |
| 3     | إسبانيا        | مدافع  | أنجيلينو                                    |
| 4     | إيطاليا        | وسط    | برايان كريستانتي (القائد الثالث)            |
| 5     | ساحل العاج     | مدافع  | إيفان نديكا                                 |
| 7     | إيطاليا        | وسط    | لورينزو بيليغريني                           |
| 11    | أوكرانيا       | مهاجم  | أرتيم دوفبيك                                |
| 12    | السعودية       | مدافع  | سعود عبد الحميد                             |
| 14    | أوزبكستان      | مهاجم  | إلدور شومورودوف                             |
| 15    | كوريا الجنوبية | مدافع  | لي كانغ إن                                  |
| 16    | الأرجنتين      | وسط    | لياندرو باريديس                             |
| 17    | فرنسا          | وسط    | كواديو كونيه (معار من بوروسيا مونشنغلادباخ) |
| 18    | الأرجنتين      | مهاجم  | ماتياس سولي                                 |
| 19    | تركيا          | مدافع  | زكي شيليك                                   |
| 21    | الأرجنتين      | مهاجم  | باولو ديبالا                                |

| الرقم | البلد    | المركز | اللاعب                             |
| ----- | -------- | ------ | ---------------------------------- |
| 22    | إسبانيا  | مدافع  | ماريو هيرموسو                      |
| 23    | إيطاليا  | مدافع  | جيانلوكا مانشيني                   |
| 26    | السويد   | مدافع  | صموئيل داهل                        |
| 28    | فرنسا    | وسط    | إنزو لي في                         |
| 35    | إيطاليا  | مهاجم  | توماسو بالدانزي                    |
| 56    | بلجيكا   | مهاجم  | أليكسس سايليمايكرس (معار من ميلان) |
| 59    | بولندا   | مهاجم  | نيكولا زاليفسكي                    |
| 61    | إيطاليا  | وسط    | نيكولو بيسيلي                      |
| 66    | إسبانيا  | مدافع  | بوبا سانغاري                       |
| 89    | إيطاليا  | حارس   | ريناتو مارين                       |
| 92    | إيطاليا  | مهاجم  | ستيفان الشعراوي                    |
| 98    | أستراليا | حارس   | ماثيو رايان                        |
| 99    | صربيا    | حارس   | ميل سفيلار                         |

### لاعبون ذو عقد جاري
ملاحظة: تشير الأعلام إلى المنتخب الوطني على النحو المحدد في قواعد الأهلية للفيفا. قد يحمل اللاعبون أكثر من جنسية واحدة غير تابعة للفيفا.
| الرقم | البلد   | المركز | اللاعب        |
| ----- | ------- | ------ | ------------- |
| 20    | هولندا  | مهاجم  | جاستن كلايفرت |
| 42    | غينيا   | وسط    | أمادو دياوارا |
| —     | إيطاليا | مدافع  | ديفيد بوا     |

| الرقم | البلد   | المركز | اللاعب         |
| ----- | ------- | ------ | -------------- |
| —     | فرنسا   | مدافع  | وليام بياندا   |
| —     | إيطاليا | وسط    | أليسيو ريكاردي |
| —     | كرواتيا | وسط    | أنتي تشوريتش   |
| —     | فرنسا   | مهاجم  | روبن بروفيدنس  |

### اللاعبون المعارون
- تنتهي إعارة جميع اللاعبين في 30 يونيو 2023.[18]

ملاحظة: تشير الأعلام إلى المنتخب الوطني على النحو المحدد في قواعد الأهلية للفيفا. قد يحمل اللاعبون أكثر من جنسية واحدة غير تابعة للفيفا.
| الرقم | البلد            | المركز | اللاعب                                |
| ----- | ---------------- | ------ | ------------------------------------- |
|       | إيطاليا          | حارس   | دافيد ماسترانتوني (إلى نادي تريستينا) |
|       | الولايات المتحدة | مدافع  | بريان رينولدز (إلى نادي فيسترلو)      |

| الرقم | البلد   | المركز | اللاعب                             |
| ----- | ------- | ------ | ---------------------------------- |
|       | إسبانيا | وسط    | غونزالو فيلار (إلى نادي سامبدوريا) |
|       | إسبانيا | وسط    | كارليس بيريز (إلى سيلتا فيغو)      |

## الإحصائيات

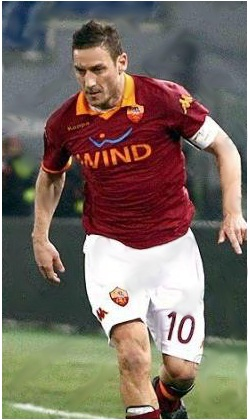
فرانشيسكو توتي أسطورة الفريق.

### الهدافون
قائمة لاعبي روما الذين سجلوا 50 هدفاً أو أكثر. آخر تحديث في 23 أكتوبر 2018
| #  | اللاعب                 | المركز | الأهداف | الظهور | المعدل التهديفي |
| -- | ---------------------- | ------ | ------- | ------ | --------------- |
| 1  | فرانشيسكو توتي         | FW     | 307     | 786    | 0.39            |
| 2  | روبيرتو بروتسو         | FW     | 138     | 315    | 0.44            |
| 3  | أميديو أماداي          | FW     | 111     | 234    | 0.47            |
| 4  | رودولفو فولك           | FW     | 106     | 161    | 0.66            |
| 5  | بيدرو مانفريديني       | FW     | 104     | 164    | 0.63            |
| 6  | فينتشينزو مونتيلا      | FW     | 102     | 258    | 0.40            |
| 7  | هابيل بالبو            | FW     | 87      | 182    | 0.48            |
| 8  | ماركو دلفيكيو          | FW     | 81      | 300    | 0.27            |
| 9  | إدين دجيكو             | FW     | 80      | 150    | 0.53            |
| 10 | بيدرو مانفريديني       | FW     | 79      | 163    | 0.48            |
| 11 | جوزيبي جانيني          | MF     | 75      | 437    | 0.17            |
| 12 | سيزار أوجوستو فاسانيلي | FW     | 72      | 184    | 0.39            |
| 13 | أغوستينو دي بارتولومي  | MF     | 69      | 310    | 0.22            |
| 14 | رودي فولر              | FW     | 68      | 197    | 0.35            |
| 15 | ميركو فوتشينيتش        | FW     | 64      | 204    | 0.31            |
| 16 | أرتورو تشيني لودوينا   | FW     | 62      | 180    | 0.34            |
| 17 | دانييلي دي روسي        | MF     | 61      | 603    | 0.10            |
| 18 | مانسيني                | RW     | 59      | 222    | 0.27            |
| 19 | روجييرو ريتسيتيلي      | FW     | 55      | 211    | 0.26            |
| 20 | كارلو غالي             | FW     | 54      | 125    | 0.43            |
| 21 | أنطونيو كاسانو         | FW     | 52      | 160    | 0.33            |

- اللاعبون الخط العريض للدلالة على أن اللاعب لازال يلعب حاليا مع روما

### الأكثر مشاركة
قائمة لاعبي روما الذين شاركوا في 300 لقاء أو أكثر. آخر تحديث في 23 أكتوبر 2018
| اللاعب                | المركز | الظهور | الاهداف |
| --------------------- | ------ | ------ | ------- |
| فرانشيسكو توتي        | FW     | 786    | 307     |
| دانييلي دي روسي       | MF     | 603    | 61      |
| جياكومو لوسي          | DF     | 455    | 2       |
| جوزيبي جانيني         | MF     | 437    | 75      |
| ألدايير               | DF     | 436    | 21      |
| سيرجيو سانتاريني      | DF     | 431    | 7       |
| برونو كونتي           | LW     | 402    | 47      |
| سيباستيانو نيلا       | MF     | 397    | 19      |
| فرانكو تانكريدي       | GK     | 385    | 0       |
| غويدو ماسيتي          | GK     | 364    | 0       |
| داميانو توماسي        | MF     | 350    | 21      |
| سيموني بيروتا         | MF     | 327    | 49      |
| روبيرتو بروتسو        | FW     | 315    | 138     |
| كريستيان بانوتشي      | DF     | 315    | 31      |
| أغوستينو دي بارتولومي | MF     | 310    | 69      |
| فولفيو برنارديني      | MF     | 303    | 47      |
| ماركو دلفيكيو         | FW     | 300    | 81      |

- اللاعبون الخط العريض للدلالة على أن اللاعب لازال يلعب حاليا مع روما

## رؤساء النادي
| الاسم                   | السنة     |
| ايتالو فوتشي            | 1927–1928 |
| ريناتو ساكردوتي         | 1928–1935 |
| فيتوريو سكيالوجا        | 1935–1936 |
| ايجينو بيتيني           | 1936–1941 |
| ادجاردو بازيني          | 1941–1944 |
| بيترو بالداسارو         | 1944–1949 |
| بيير كارلو بيستانجو     | 1949–1952 |
| رومولو فاسيلي           | 1952      |
| ريناتو ساكردوتي         | 1952–1958 |
| اناكليتو جياني          | 1958–1962 |
| فرانشيسكو ماريني ديتينا | 1962–1965 |
| فرانكو ايفانجليستا      | 1965–1968 |
| فرانسيسكو رانوشي        | 1968–1969 |
| الفارو ماركيني          | 1969–1971 |
| جيتانو انزالونا         | 1971–1979 |
| دينو فيولا              | 1979–1991 |
| فلورا فيولا             | 1991      |
| جوزيبي سارابيكو         | 1991–1993 |
| سيرو دي مارتينو         | 1993      |
| فرانكو سينسي            | 1993–2008 |
| روزيلا سينسي            | 2008–2011 |
| روبرتو كابيلي           | 2011      |
| توماس ديبينديتو         | 2011–2012 |
| جيمس بالوتا             | 2012–2020 |
| فريدكن                  |           |

## الإرقام و الإحصائيات
ابرز الأرقام القياسية والإحصائيات في تاريخ نادي روما حتى نهاية موسم 2007-2008
|  |  |

- أكبر فوز لنادي روما في روما كانت في 31-10-1928 أمام نادي كرومنيزي بنتيجة 9-0.
- أكبر خسارة لنادي روما في روما كانت في 5 -10 - 1947
- أكبر تعادل لنادي روما في روما كان في 20-10-2007 امام نادي نابولي بنتيجة 4-4.
- أكبر فوز لنادي روما خارج روما كان في 6-6-1935 أمام نادي اليساندريا بنتيجة 6-0.
- أكبر خسارة لنادي روما خارج روما كانت في 6-3-1932 أمام نادي اليوفينتوس بنتيجة 7-1.
- أكبر تعادل لنادي روما خارج روما كان في 30-4-2006 أمام نادي كييفو بنتيجة 4-4.
- أكبر عدد انتصارات حققها نادي روما كان في موسم 2007-2008 بـ 24 انتصار.
- أقل عدد انتصارات لنادي روما كان موسم 1975-76 حيث انتصر نادي روما فقط 6 مباريات.
- أكبر سلسلة انتصارات متتالية حققها نادي روما كانت في موسم 2004-2005 عندما حقق نادي روما 11 انتصار متتالي وكان وقتها رقما قياسيا لكن تم كسره فيما بعد من نادي انترميلان
- أكبر سلسلة مباريات خاضها نادي روما دون خسارة كانت في موسم 2009-2010 حيث لم يخسر نادي روما طوال 29 مباراة متتالية.
- أكبر عدد أهداف حققه نادي روما في موسم واحد كان في موسم 1930-31 حيث سجل نادي روما 84 هدف.
- أقل عدد اهداف سجلها نادي روما في موسم واحد كان موسم 1974-75 حيث سجل 15 هدف فقط.
- أكبر عدد نقاط حققه نادي روما كان في موسم 2013-2014 برصيد 85 نقطة.
- أقل عدد نقاط حققها نادي روما كانت في موسم 1927-28 برصيد 18 نقطة.
- فوز نادي روما في مباراة الاياب لدور ربع النهائي 3-0 على برشلونة واقصاء نادي برشلونة من الدور ربع النهائي 10/04/2018 حيث ان نادي برشلونة كان قد فاز في الكامب نو بنتيجة 4-1 ولكن استطاع نادي روما بشجاعة من الانتصار بريمونتادا تاريخية لتصبح النتيجة النهائية 4-4 ولكن تأهل روما حسب قانون أهداف خارج الديار

## أبرز من لعب له
| - ألدايير - لويجي أليماندي - كريستيان بانوتشي - أماريلدو - غابرييل باتيستوتا - أبل بالبو - أورفار بيرغمارك - توماس بيرتولد - زبغنيف بونييك - هلغي كريستيان بروني - كافو - فينسنت كانديلا - كلاوديو كانيدجا - أنتونيو كسانو - تونينيو سيريزو - جون تشارلز - كريستيان كيفو | - برونو كونتي - ماركو دلفيكيو - دانييلي دي روسي - جانكارلو دي سيستي - لويجي دي بيادجو - أنجلو دومنغيني - ألدو دوناتي - إيمرسون - فالكاو - أتيليو فيراريس - دييغو فوزير - ألسيدس كيدجا - جوزيبي جانيني - إنريكي غوايتا - جاني غيغو - سيرجي غورينكو | - توماس هاسلر - ميشايل كونسل - نعيم كريزيو - بيدرو مانفريديني - ليونيلو مانفرديني - غويدو مازيتي - فيليب مكسيس - فينشينسو مونتيلا - إرالدو مونزيليو - هيديتوشي ناكاتا - كنوت نوردال - ألبيرتو أولاندو - هربيرت بروهاسكا - باولو سيرجو - كلاوديو رانييري - رودجيرو ريدزيتيلي | - والتر سامويل - خوان سكيافينو - أرني سلمونسون - بييترو سيرانتوني - لوتشانو سبينوزي - داميانو تومازي - فرانشيسكو توتي - رودولفو فولك - بييترو فييركود - رودي فولر - أنتونيو كارلوس زاغو - جوناثان زيبينا - غيولا زنغيلر - مانسيني - محمد صلاح - أليسون بيكر - إدين دجيكو |

## ألقاب النادي

### بطولات رسمية
- الدوري الإيطالي
  -  البطل (3 مرات): 1941–42، 1982–83، 2000–01.
  -  الوصيف (13 مرة): 1930-1931, 1935-1936, 1980-1981, 1983-1984, 1985-1986, 2001-2002, 2003-2004, 2005-2006, 2006-2007, 2007-2008, 2009-2010 , 2013-2014 , 2014-2015.
- كأس إيطاليا
  -  البطل (9 مرات): 1963–64، 1968–69، 1979–80، 1980–81، 1983–84، 1985–86، 1990–91، 2006–07، 2007–08.
  -  الوصيف (8 مرات): 1937, 1941, 1993, 2003, 2005, 2006, 2010 و 2013.
- كأس السوبر الإيطالي
  -  البطل (مرتين): 2001، 2007.
  -  الوصيف (4 مرات): 1991, 2006, 2008 و 2010
- الدوري الإيطالي الدرجة الثانية
  -  البطل (مرة): 1951–52.
- دوري المؤتمر الأوروبي
  - البطل (مرة): 2021–22.

## معرض الصور

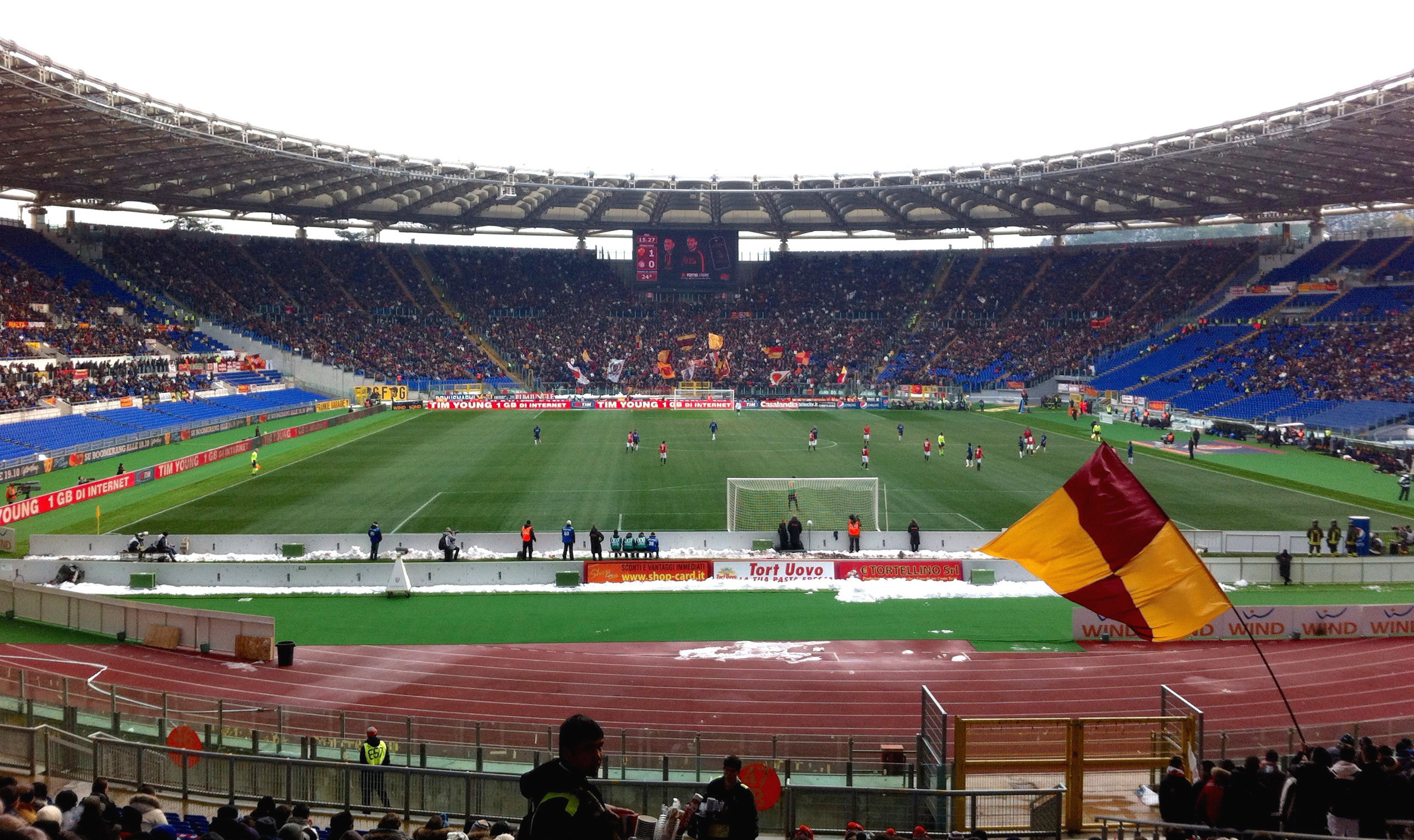
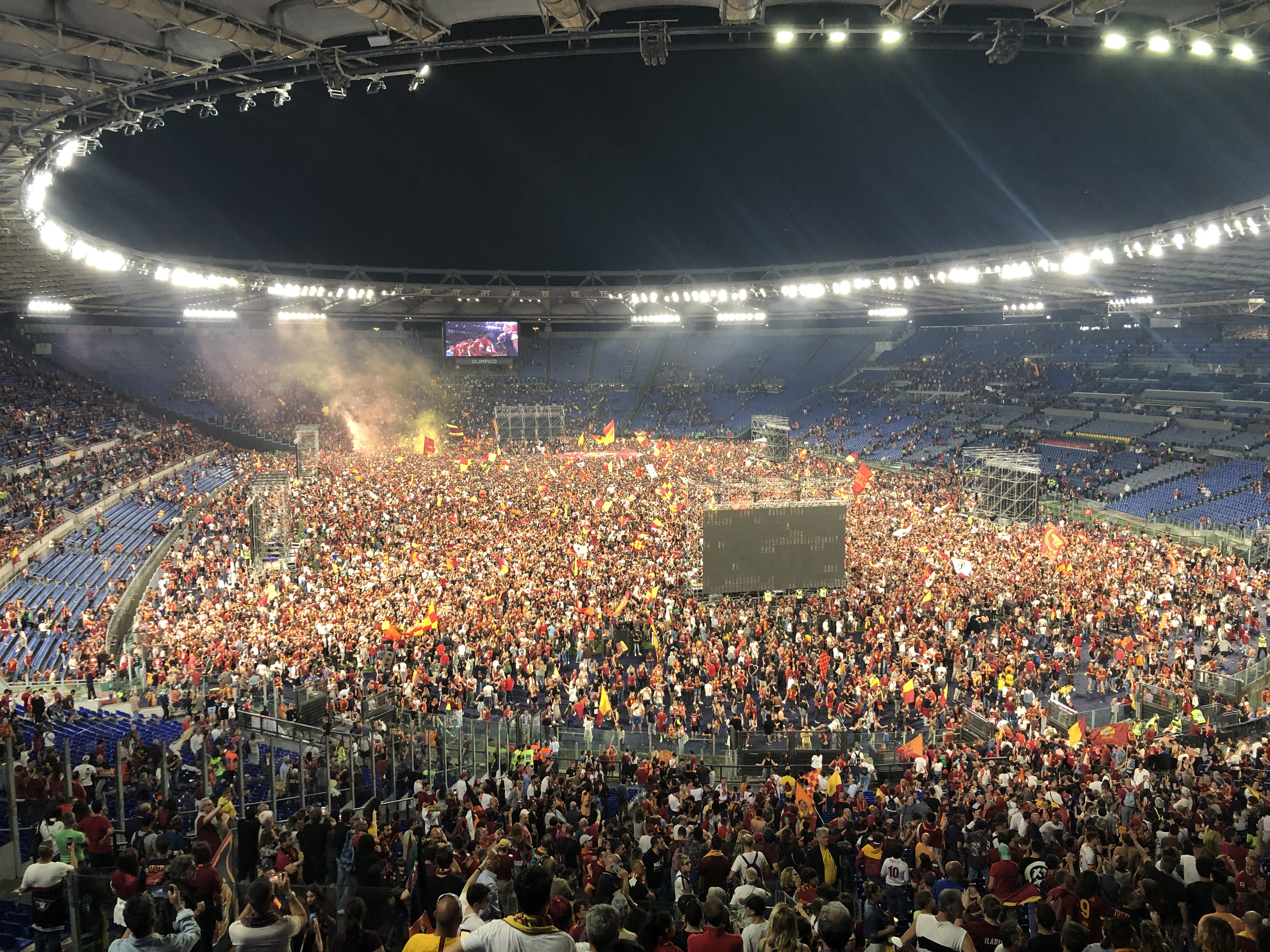
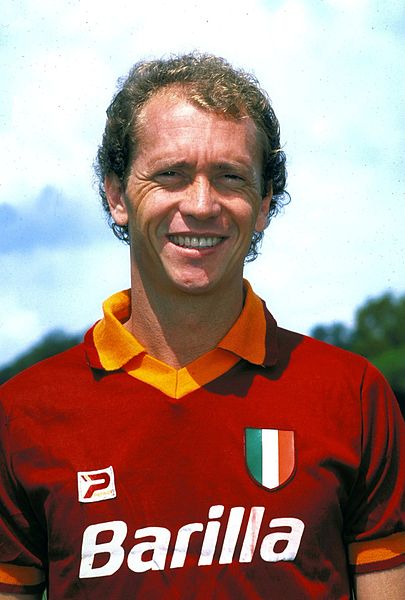
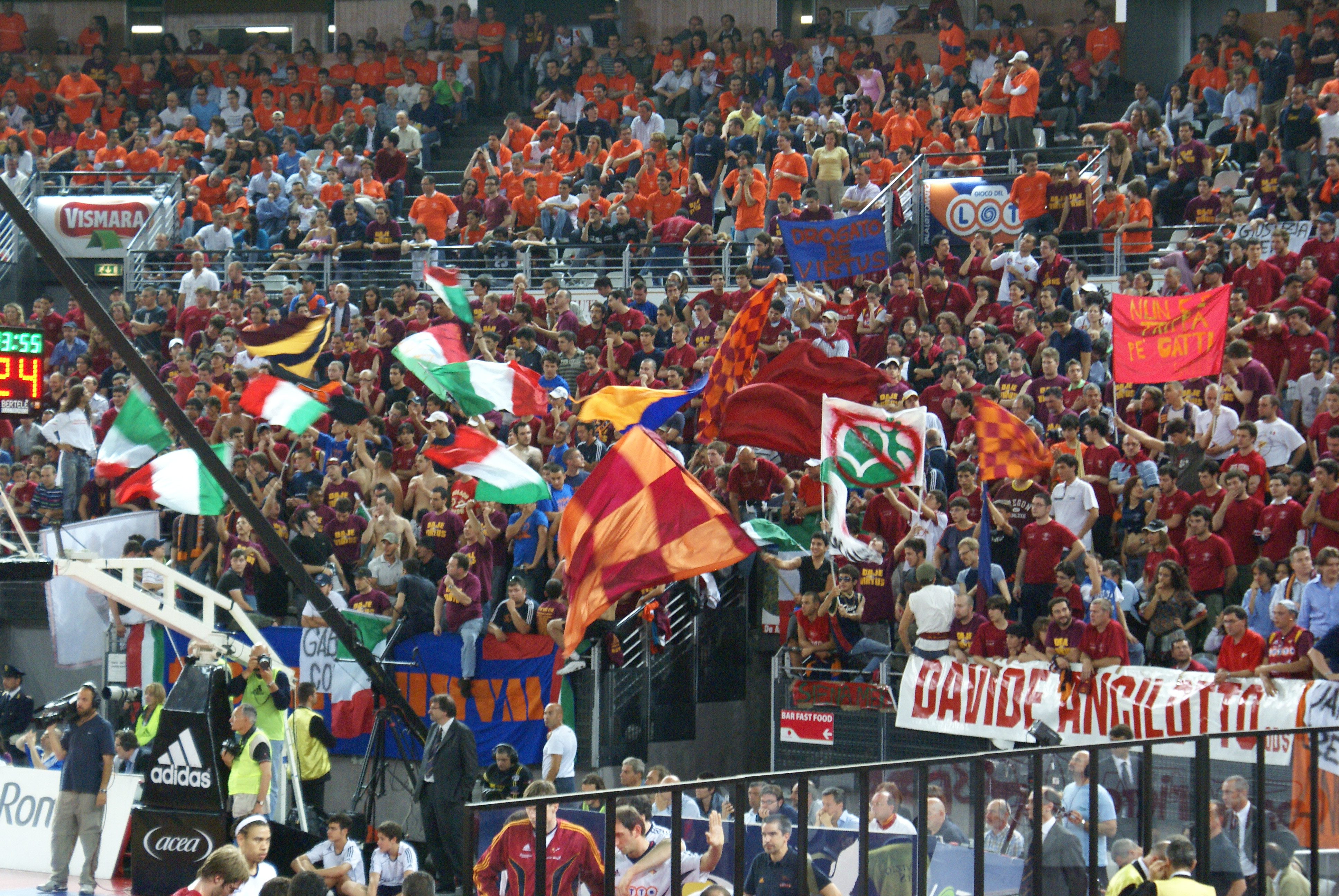
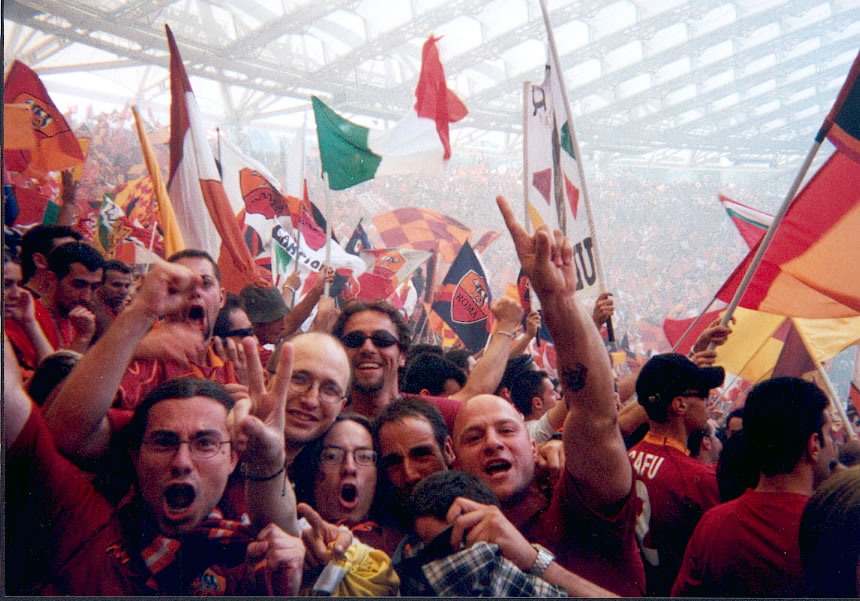
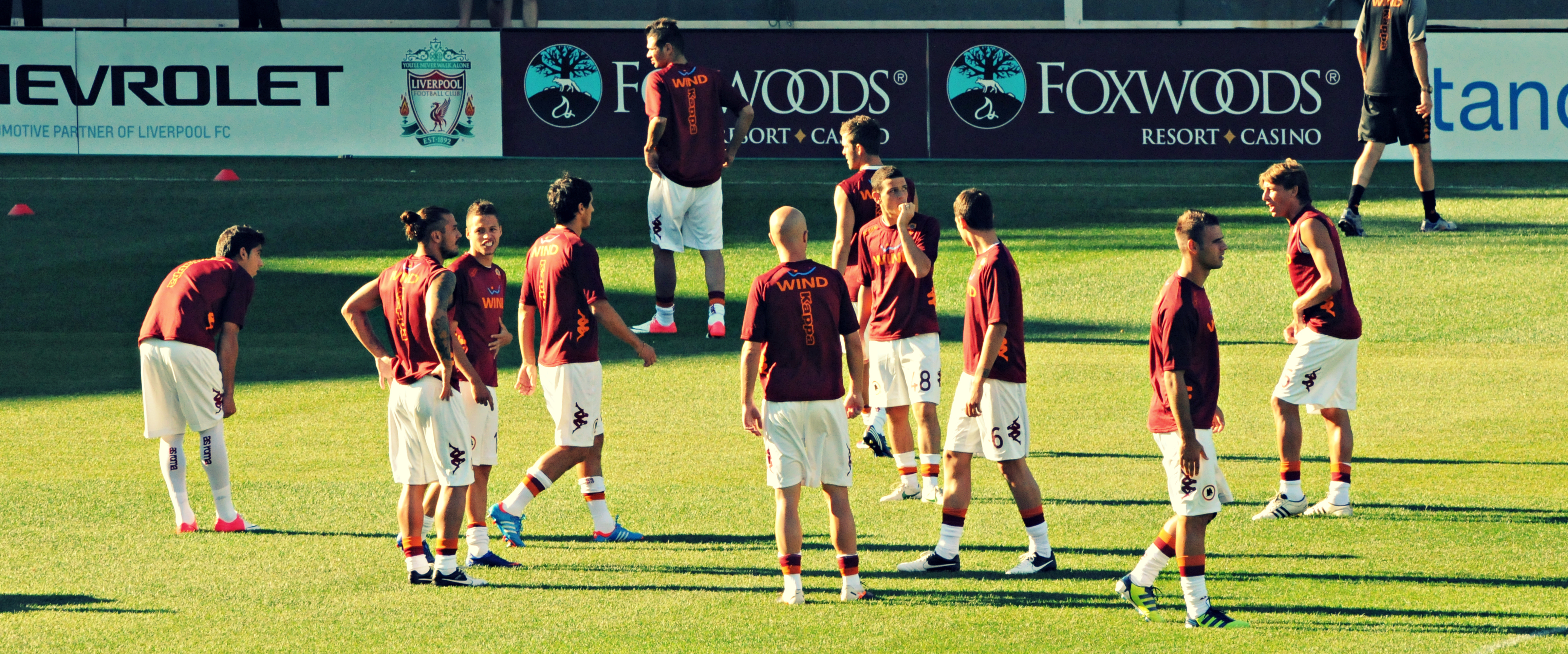
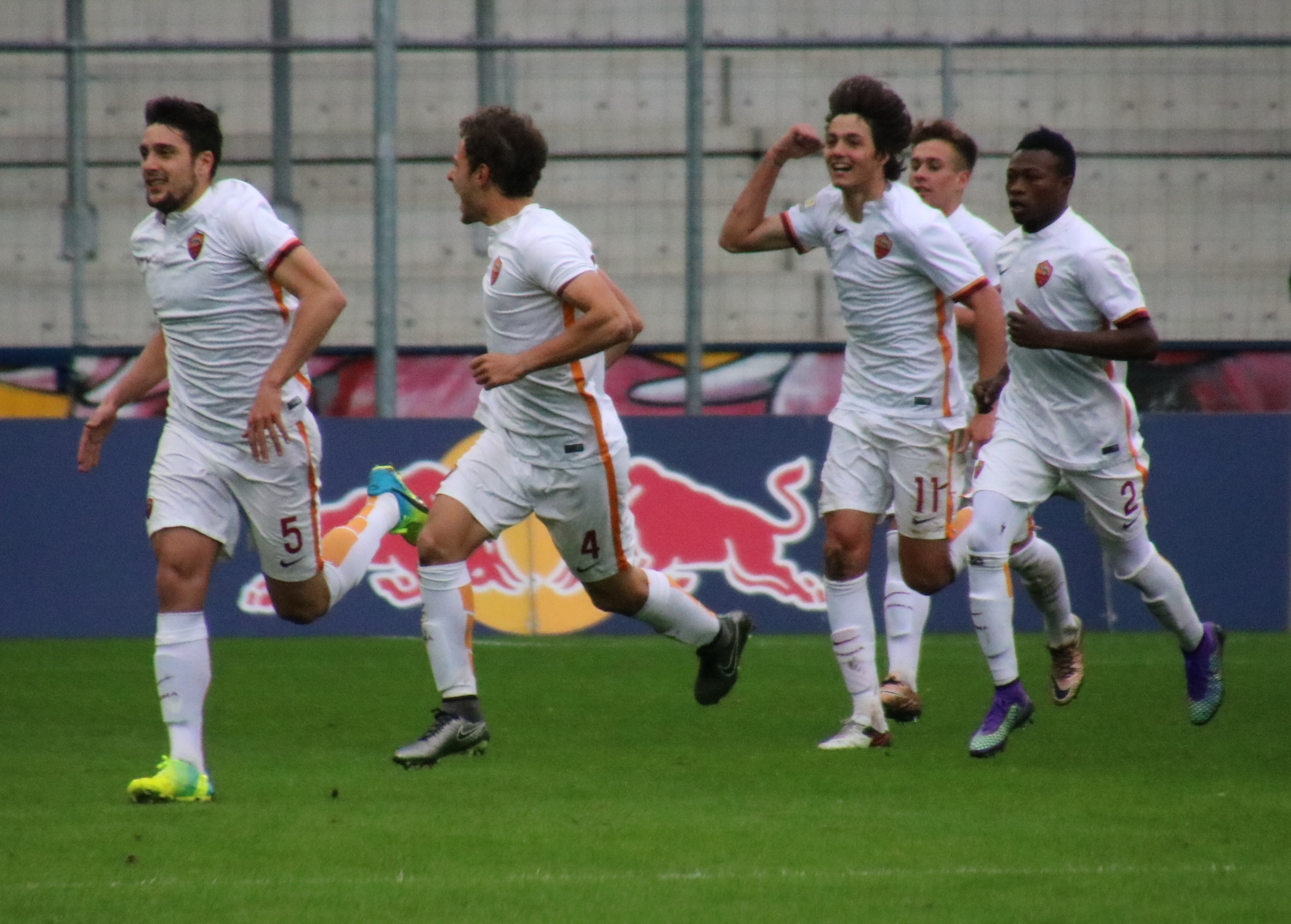

### بطولات ودية
- كأس المعارض الأوروبية: 1960–61.

## وصلات خارجية
- نادي روما على موقع الموسوعة البريطانية (الإنجليزية)